# Paul Eboua
Paul Herman Eboua (Yaoundé, 15 febbraio 2000) è un cestista camerunese di formazione italiana.

## Carriera
Paul Eboua si forma cestisticamente nella squadra giovanile della Stella Azzurra Roma.
Dopo essersi dichiarato eleggibile al Draft NBA 2020 e non essere stato scelto da nessuna franchigia, i Miami Heat gli offrono un contratto Exhibit 10 (potenzialmente convertibile in un two-way contract dalla franchigia). Dopo essere stato tagliato dai Miami Heat, il contratto viene richiamato dai Brooklyn Nets. Viene successivamente tagliato, mantenendone i diritti, e mandato nella squadra di G-League affiliata, i Long Island Nets.
Disputa la stagione di G-League senza impressionare, collezionando 10 presenze con 2,9 punti e 2,7 rimbalzi, in 12,2 minuti di gioco a partita, con percentuali dal campo molto basse. Finita la stagione, in cui i Nets non riescono a qualificarsi per i play-off, il 21 marzo viene ufficializzato il suo ritorno a Pesaro; nella sua seconda esperienza nelle Marche, mette a referto una media di 5,2 punti e 1,5 rimbalzi. Riprova in seguito la strada della NBA, giocando la Summer League a Las Vegas con la maglia dei Milwaukee Bucks. Il 23 agosto 2021 firma per la Pallacanestro Brescia. Il 29 giugno 2022 firma un biennale con la Vanoli Cremona. Il 6 Dicembre 2024 firma con la Trapani Shark.

## Palmarès
- Supercoppa LNP: 1

Vanoli Cremona: 2022
- Coppa Italia di Legadue: 1

Vanoli Cremona: 2023